# Isaac Asimov
Isaac Asimov (wym. ˈaɪzək ˈæzɪmʌv, urodzony jako Isaak Judowicz Ozimow (ros. Исаак Юдович Озимов); ur. 2 stycznia 1920 w Pietrowiczach, Rosyjska Federacyjna SRR, zm. 6 kwietnia 1992 w Nowym Jorku) – amerykański pisarz i profesor biochemii pochodzenia żydowskiego. 
Największy sukces osiągnął jako autor książek fantastycznonaukowych oraz popularnonaukowych. Większość prac Asimova z zakresu popularyzacji nauki wyjaśnia koncepcje naukowe w sposób historyczny, cofając się w miarę możliwości jak najdalej, do samych początków rozwoju danej dziedziny. Często podaje narodowości, daty urodzenia i śmierci wspominanych przez siebie naukowców, jak również etymologię i sposoby wymawiania terminów technicznych. Jako przykłady można wymienić Guide to Science, trzytomowy zbiór Understanding Physics oraz Asimov’s Chronology of Science and Discovery.
Asimov, jako autor i redaktor napisał ponad 500 książek, oraz w przybliżeniu 9000 listów i kartek pocztowych, był jednym z najbardziej płodnych pisarzy wszech czasów. Jego prace zostały opublikowane w dziewięciu z dziesięciu głównych kategorii Klasyfikacji Dziesiętnej Deweya (z wyjątkiem 100, filozofii).
Uważany jest za mistrza gatunku fantastyki naukowej. Za życia postrzegany był jako jeden z „Wielkiej Trójki” pisarzy fantastyki naukowej, wraz z Robertem A. Heinleinem oraz Arthurem C. Clarke.
Najsłynniejszym dziełem Asimova jest cykl Fundacja; inne znane cykle to Imperium Galaktyczne oraz Roboty, które osadził późnej w tym samym świecie fikcyjnym co Fundacja tworząc spójną „historię przyszłości” dla wszystkich jego książek, w podobny sposób jak uczynili to wcześniej w swojej twórczości Robert A. Heinlein, Cordwainer Smith oraz Poul Anderson. Spod jego pióra wyszły liczne opowiadania, między innymi „Nastanie nocy”, które w roku 1964 głosami członków stowarzyszenia Science Fiction Writers of America zdobyło tytuł opowiadania wszech czasów. Pisał również książki kryminalne i fantasy, a pod pseudonimem „Paul French” stworzył młodzieżowy cykl Lucky Starr.
Asimov był wieloletnim członkiem i wiceprezesem Mensy, choć funkcję tę pełnił niechętnie; niektórych członków organizacji opisał jako „dumnych i agresywnych w kwestii swojego IQ”. Więcej przyjemności sprawiało mu piastowanie stanowiska prezesa American Humanist Association. Na jego cześć nazwane zostały asteroida (5020) Asimov, czasopismo Asimov’s Science Fiction, szkoła podstawowa na Brooklynie (Nowy Jork), oraz dwie różne nagrody literackie.

## Życiorys
Asimov urodził się między 4 października 1919 a 2 stycznia 1920 w Pietrowiczach, w obwodzie smoleńskim, jako syn Anny Racheli Berman Asimov i Judy Asimova, w żydowskiej rodzinie młynarzy. Dokładna data jego urodzin nie jest znana za względu na różnice w kalendarzu gregoriańskim i hebrajskim oraz brak oficjalnych zapisów, a sam Asimov obchodził urodziny 2 stycznia. Nazwisko rodziny pochodzi od słowa озимые (zboże ozime).
Gdy miał trzy lata, rodzina wyemigrowała do Stanów Zjednoczonych. Rodzice rozmawiali z nim zawsze w języku jidysz lub po angielsku, stąd nigdy nie nauczył się rosyjskiego. Dorastając na Brooklynie, Asimov nauczył się czytać w wieku pięciu lat, i zachował płynną znajomość jidysz na równi z angielskim. Jego rodzice byli właścicielami kolejnych sklepów ze słodyczami, pracy w których oczekiwano od każdego członka rodziny.
Tam właśnie Asimov zetknął się z tzw. pulp magazines i zaczął je czytać. W wieku około jedenastu lat zaczął pisać swoje własne historyjki, a przed ukończeniem lat dziewiętnastu, odkrywszy środowisko fandomu fantastyki naukowej, sprzedawał je już do czasopism fantastycznonaukowych. Duży wpływ na jego początkową karierę miał John W. Campbell, ówczesny wydawca Astounding Science Fiction a potem przyjaciel.
Asimov uczęszczał do Miejskich Szkół Publicznych Nowego Jorku na Brooklynie. Następnie studiował na Uniwersytecie Columbia, który ukończył w roku 1939. Po przerwie powrócił na uczelnię i w roku 1948 zdobył tytuł doktora biochemii. W międzyczasie spędził trzy lata w trakcie II wojny światowej w służbie cywilnej, pracując w Eksperymentalnej Stacji Lotniczej Marynarki w Philadelphia Naval Shipyard. Po zakończeniu wojny został powołany do wojska, jednak po niecałych dziewięciu miesiącach otrzymał honorowe zwolnienie ze służby. W trakcie krótkiej kariery wojskowej dzięki umiejętności pisania na maszynie osiągnął stopień kaprala, i szczęśliwie uniknął uczestnictwa w próbach bomby atomowej na Atolu Bikini.

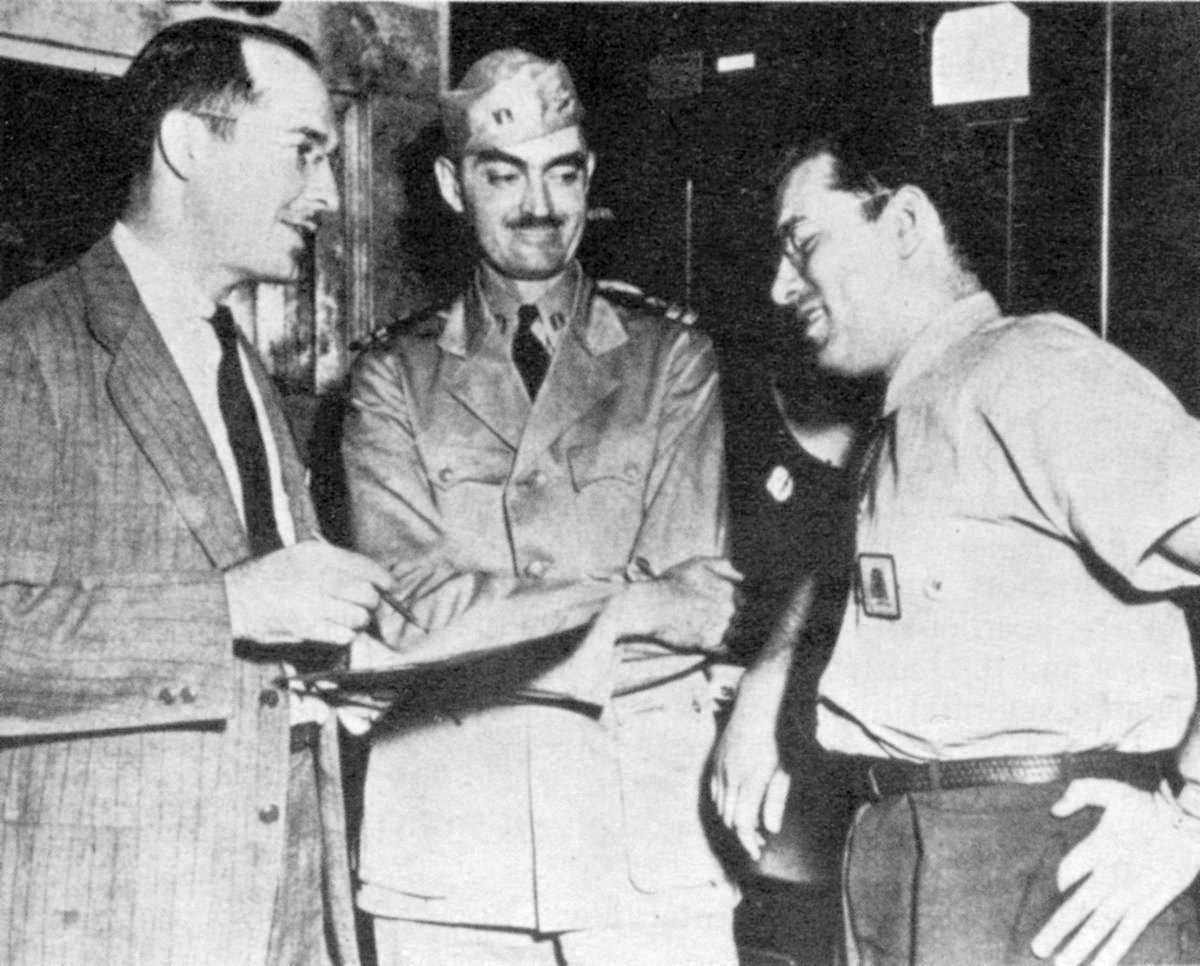
Od lewej: Robert A. Heinlein, L. Sprague de Camp i Asimov. Stocznia wojenna w Filadelfii, gdzie pracowali w czasie II wojny światowej, 1944.

Po ukończeniu doktoratu Asimov rozpoczął pracę na wydziale Szkoły Medycyny Uniwersytetu Bostońskiego, z którym pozostał związany także później. Począwszy od roku 1958 nie była to już praca dydaktyczna, ponieważ zajął się pisaniem na pełny etat (już wtedy dochody z pisarstwa przewyższały jego pensję akademicką). Mając stałe zatrudnienie na uczelni zatrzymał jednak tytuł associate professor (odpowiednik adiunkta), a w roku 1979 uniwersytet w uznaniu dla jego twórczości przyznał mu tytuł profesora biochemii. Prywatne dokumenty Asimova z roku 1965, przekazane przez niego na prośbę kustosza Howarda Gottlieba, przechowywane są w muzealnej bibliotece uniwersyteckiej (Mugar Memorial Library). Zbiór wypełnia 464 pudła zajmujące 71 metrów przestrzeni na półkach.
W lipcu 1942 Asimov poślubił Gertrudę Blugerman (ur. 1917 w Kanadzie, zm. 1990 w Bostonie). Mieli dwoje dzieci, Davida (ur. 1951) i Robyn Joan (ur. 1955). Od 1970 pozostawali w separacji. Rozwiedli się w 1973, później w tym samym roku Asimov ożenił się z Janet O. Jeppson.
Asimov był klaustrofilem; lubił przebywać w małych, zamkniętych przestrzeniach. W pierwszym tomie swojej autobiografii wspomina dziecięce marzenie, aby mieć kiosk z gazetami na stacji nowojorskiego metra, gdzie w zamknięciu mógłby czytać nasłuchując odgłosów przejeżdżających pociągów.
Obawiał się latania samolotem; latał jedynie dwukrotnie w życiu (raz w trakcie pracy w Eksperymentalnej Stacji Lotnictwa Marynarki, i raz wracając do domu z bazy wojskowej na Oʻahu w 1946). Rzadko podróżował na większe odległości, głównie z tego powodu, że awersja do lotnictwa komplikowała logistycznie jakiekolwiek dłuższe wyprawy. Fobia ta miała wpływ na niektóre z jego książek beletrystycznych, jak opowiadania kryminalne o Wendellu Urth czy opowiadania z cyklu Roboty, w których występowała postać Elijaha Baleya. W późniejszych latach odkrył, że lubi podróże na statkach, i kilkakrotnie włączał się w program „rozrywkowy” rejsów, wygłaszając pogadanki naukowe na statkach takich jak RMS Queen Elizabeth 2. Asimov miał talent do publicznych wystąpień i lubił je.
Często brał udział w konwentach fantastyki naukowej, gdzie odnosił się do innych uczestników przyjaźnie i przystępnie. Cierpliwie odpisywał na kartkach pocztowych na dziesiątki tysięcy pytań nadchodzących pocztą, lubił też rozdawać autografy.
Był średniego wzrostu i krępej budowy ciała, nosił bokobrody i miał charakterystyczny brooklyński akcent. Jego sprawność fizyczna była niska – nigdy nie nauczył się pływać ani jeździć na rowerze. Po przeprowadzce do Bostonu nauczył się jednak prowadzić samochód. W książce satyrycznej Asimov Laughs Again opisuje obyczaje kierowców w Bostonie jako „anarchię na kółkach”.
Szerokie zainteresowania Asimova obejmowały również członkostwo w organizacjach zrzeszających miłośników operetek Gilberta i Sullivana, czy też The Wolfe Pack, grupie wielbicieli powieści kryminalnych o Nero Wolfe stworzonych przez Rexa Stouta. Był ważnym członkiem Baker Street Irregulars, głównego stowarzyszenia miłośników Sherlocka Holmesa. Od 1985 roku aż do śmierci w 1992 pełnił funkcję prezesa American Humanist Association; następcą Asimova na tym stanowisku został jego przyjaciel i kolega po piórze Kurt Vonnegut. Pozostawał również w bliskiej przyjaźni z twórcą „Star Treka” Genem Roddenberrym, i został wymieniony w napisach Star Trek: The Motion Picture jako konsultant w procesie produkcji (ogólnie rzecz biorąc, za upewnienie Paramount Pictures, że pomysły Roddenberry’ego są prawdopodobnymi ekstrapolacjami fantastycznonaukowymi).
Asimov zmarł 6 kwietnia 1992. Przeżyła go druga żona, Janet, oraz dzieci z pierwszego małżeństwa. Dziesięć lat po jego śmierci zredagowane przez Janet Asimov wydanie autobiografii Asimova It's Been a Good Life ujawniło, że zgon spowodowany był przez AIDS; zaraził się wirusem HIV przez transfuzję krwi otrzymaną w czasie operacji by-passów w grudniu 1983. Dokładną przyczyną zgonu była zapaść układu krążenia i wydalniczego w wyniku komplikacji po zakażeniu HIV. W epilogu It’s Been a Good Life Janet Asimov napisała, że Asimov chciał sprawę „upublicznić”, jednak lekarze nakłonili go do zachowania milczenia, ostrzegając, iż uprzedzenia przeciw AIDS rozciągną się na innych członków rodziny. Już po jego śmierci rodzina Asimova ponownie rozważała ujawnienie choroby, jednak kontrowersje narosłe wokół ujawnienia przez Arthura Ashe własnego zakażenia AIDS odwiodły ich od tego zamiaru. Dziesięć lat później, kiedy zmarli już lekarze Asimova, Janet i Robyn zgodziły się na opublikowanie całej historii.

## Stanowiska intelektualne
Isaac Asimov był humanistą i racjonalistą. Nie sprzeciwiał się przekonaniom religijnym innych, często jednak podnosił głos przeciw przesądom i pseudonaukowym wierzeniom próbującym uchodzić za prawdziwą naukę. Gdy był dzieckiem, jego rodzice przestrzegali reguł judaizmu ortodoksyjnego, choć nie tak rygorystycznie jak wcześniej w Pietrowiczach; nie narzucali jednak swoich przekonań młodemu Isaakowi. Dorastając bez silnych wpływów religijnych wyrobił sobie pogląd, iż Biblia opisuje mitologię hebrajską, w podobny sposób jak Iliada opisywała mitologię grecką (przez krótki czas jego ojciec pracował w lokalnej synagodze, aby nacieszyć się znajomym otoczeniem i zabłysnąć jako uczony w piśmie. To doświadczenie nie wywarło wpływu na Asimova, poza tym, że nauczył się wtedy alfabetu hebrajskiego). Przez wiele lat Asimov opisywał siebie jako ateistę; uważał jednak to określenie za nieadekwatne, ponieważ odnosiło się raczej do tego, w co nie wierzył, niż do tego, w co wierzył. W końcu określił się jako humanista, uważając ten termin za bardziej praktyczny.
W swojej ostatniej autobiografii Asimov napisał: „Gdybym nie był ateistą, wierzyłbym w Boga, który osądza ludzi na podstawie całego ich życia, a nie ich słów. Myślę, że wolałby on uczciwego i prawego ateistę, niż telewizyjnego kaznodzieję, który ma Boga na ustach, a jego czyny są plugawe.” Ten sam pamiętnik wyraża jego przekonanie, iż piekło to „sen zaślinionego sadysty”, prymitywnie przypisany wszechmiłosiernemu Bogu; skoro nawet ludzkie rządy skłaniały się ku ograniczeniu okrutnych i wyszukanych kar, dlaczego kara w życiu pośmiertnym miałaby być nieograniczona? Asimov odrzucał ideę, że jakiekolwiek ludzkie przekonanie bądź czyn mógłby zasługiwać na wieczne potępienie. Gdyby istniało życie pośmiertne, a w nim sprawiedliwe sądy, jak twierdził, najdłuższy i najsurowszy wymiar kary byłby zarezerwowany dla tych, którzy „spotwarzyli Boga wymyślając piekło”. Jak świadczą jego książki Treasury of Humor i Asimov Laughs Again, chętnie opowiadał dowcipy dotyczące judeo-chrześcijańskiego Boga, Szatana, Raju, i innych tematów religijnych, wychodząc z założenia, że dobry żart bardziej prowokuje do myślenia niż godziny dysput filozoficznych.
W okresie reform New Deal Asimov stał się zagorzałym zwolennikiem Partii Demokratycznej i odtąd pozostał liberałem. Głośno wyrażał sprzeciw wobec wojny w Wietnamie w latach 60., a w wywiadzie udzielanym telewizji we wczesnych 70. publicznie poparł George’a McGoverna. Był niezadowolony z „irracjonalistycznej” – jak uważał – postawy przyjmowanej przez wielu polityków liberalnych w późnych latach 60. i później. W swojej autobiografii In Joy Still Felt, wspomina spotkanie z przedstawicielem kontrkultury, Abbie Hoffmannem; Asimov odniósł wrażenie, że bohaterowie kontrkultury lat 60. płynęli na emocjonalnej fali, która w końcu wyrzuciła ich w „bezludnej krainie duszy”, z której wątpił, czy kiedykolwiek powrócą. (Taką postawę można znaleźć w „monologu o fali” z Lęku i odrazy w Las Vegas Huntera S. Thompsona.) Jego poparcie dla cywilnych zastosowań energii atomowej po wypadku w elektrowni Three Mile Island spowodowało pogorszenie stosunków z niektórymi z pozostałych liberałów. W liście przedrukowanym później w Yours, Isaac Asimov, stwierdzał, że choć wolałby żyć „w całkowitym bezpieczeństwie”, to jednak lepiej jest mieszkać w pobliżu elektrowni jądrowej, niż w slumsach Love Canal czy obok „fabryki Union Carbide produkującej izocyjanian metylu” (w nawiązaniu do katastrofy w Bhopalu). Wystosował wiele apeli w kwestii kontroli urodzeń, odzwierciedlających poglądy prezentowane od Thomasa Malthusa po Paula R. Ehrlicha. Asimov uważał się za feministę jeszcze zanim Ruch Wyzwolenia Kobiet „Women’s Liberation” stał się popularny;  argumentował, że kwestia wyzwolenia kobiet jest ściśle powiązana z kontrolą urodzeń. Ponadto wierzył, iż homoseksualizm powinien być uważany za „prawo moralne” z punktu widzenia populacji, tak samo jak inne nie prowadzące do reprodukcji rodzaje aktywności seksualnej między dorosłymi, którzy wyrażają na to zgodę (Yours, Isaac Asimov).
W swoich ostatnich latach Asimov składał winę za pogorszenie jakości życia, jakie zaobserwował w Nowym Jorku, na obniżenie wpływów z podatków spowodowane przez wyprowadzanie się obywateli należących do klasy średniej na przedmieścia. Jego ostatnia książka niefabularna Our Angry Earth (1991, napisana wspólnie z długoletnim przyjacielem, autorem fantastyki naukowej Frederikiem Pohlem), traktuje o problemach kryzysu ekologicznego takich jak globalne ocieplenie czy zniszczenie warstwy ozonowej.

## Pisarstwo

### Informacje ogólne
Kariera Asimova dzieli się na kilka okresów. Najwcześniejszy, zdominowany przez fantastykę naukową, zaczął się od opowiadań w roku 1939 i powieści w 1950. Trwał do 1958 i zakończył się po wydaniu Nagiego słońca. W 1952 zaczął publikować pozycje niefabularne, debiutując jako współautor podręcznika uniwersyteckiego pod tytułem Biochemia i ludzki metabolizm (Biochemistry and Human Metabolism). Po wystrzeleniu na orbitę przez ZSRR w 1957 pierwszego sztucznego satelity Sputnik 1, znacznie wzrosła liczba publikacji Asimova z zakresu literatury faktu, zwłaszcza popularnonaukowych, czego konsekwencją był spadek liczby publikowanych pozycji fantastyki naukowej. W ciągu kolejnych 25 lat napisał jedynie cztery powieści fantastycznonaukowe. Druga część jego kariery jako pisarza fantastyki naukowej rozpoczęła się w 1982, z wydaniem Agenta Fundacji. Od tego czasu Asimov opublikował kilka sequeli i prequeli do swoich istniejących powieści, wiążąc je razem w sposób, którego wcześniej nie przewidywał, i tworząc jednolitą serię. Mimo tej unifikacji cykl zawiera wiele niespójności, zwłaszcza we wcześniejszych częściach.
Asimov wierzył, że jego najbardziej trwałym wkładem w literaturę będą „trzy prawa robotyki” i cykl Fundacja (Yours, Isaac Asimov). Poza tym, według Oxford English Dictionary to jego książki wprowadziły wyrazy: pozytronika (całkowicie fikcyjna technologia), psychohistoria (używany często w innym znaczeniu niż wymyślone przez Asimova) oraz robotyka do języka angielskiego. Asimov ukuł termin robotyka nie podejrzewając, że takie słowo mogło już istnieć; miało być analogiczne do słów mechanika, hydraulika, i tym podobnych. (Oryginalny wyraz robot pochodzi z języka czeskiego i nawiązuje do „pracy przymusowej”, robotovat, robota, a użyty został po raz pierwszy przez Karela Čapka w R.U.R. /Roboty Uniwersalne Rossuma/.) W przeciwieństwie do słowa psychohistoria, słowo robotyka przetrwało w terminologii technicznej w znaczeniu nadanym mu przez Asimova. W Star Trek: Następne pokolenie pojawiały się androidy z „mózgami pozytronowymi” – Data, Lore, Lal, i B-4, a Asimov był wymieniany jako „wynalazca” tej fikcyjnej technologii. Jak na ironię (choć może niezupełnie, biorąc pod uwagę poczucie humoru Asimova), nie podobało mu się wykorzystanie słowa „pozytron” jako określenia na antycząsteczkę elektronu. Jak wyjaśnił w swojej pracy Atom: Journey across the Subatomic Cosmos, poprawny przyrostek to „-on,” jak proton czy mion, nie zaś „-ron,” jak elektron lub neutron, ponieważ „r” w tych wyrazach pochodzi od tematu.

### Fantastyka naukowa
Asimov zaczął czytać fantastycznonaukowe pulp magazines, sprzedawane w rodzinnym sklepie, w 1929. W latach 30. nawiązał kontakt ze środowiskiem fandomu, szczególnie z osobami z kręgu przyszłych Futurian. W 1937 zaczął pisać swoje pierwsze opowiadanie fantastyczne, Cosmic Corkscrew (Kosmiczny korkociąg), nie ukończył go jednak aż do czerwca 1938. Zainspirowany wizytą w biurze Astounding Science Fiction dokończył opowiadanie 19 czerwca i osobiście zaniósł je wydawcy Astounding, Johnowi Campbellowi, dwa dni później. Campbell odrzucił Cosmic Corkscrew, zachęcił jednak Asimova do dalszych prób. W październiku Asimov sprzedał swoje trzecie opowiadanie, Marooned Off Vesta, magazynowi Amazing Stories, który opublikował je w marcu 1939. W późniejszych latach Asimov nadal pisywał, i okazjonalnie sprzedawał, opowiadania do fantastycznych pulp magazines.
W 1941 wydane zostało 32. opowiadanie Asimova, Nastanie nocy (Nightfall), opisywane jako jedno z „najsłynniejszych opowiadań science-fiction wszech czasów”. W 1968 the Science Fiction Writers of America w głosowaniu ogłosiło Nastanie nocy najlepszym opowiadaniem fantastycznonaukowym napisanym kiedykolwiek. W zbiorze Nightfall and Other Stories napisał: „Stworzenie Nastania nocy było przełomowym punktem w mojej karierze... Nagle zaczęto mnie brać serio i świat fantastyki naukowej stał się świadomy mojego istnienia. Z biegiem lat stało się jasne, że napisałem opowiadanie, które weszło do kanonu”.
Nastanie nocy stanowi archetypiczny przykład „społecznej fantastyki naukowej”. Określenie to zostało ukute przez Asimova dla opisania nowego trendu w latach 40., zapoczątkowanego przez autorów takich jak Asimov czy Heinlein, odchodzących od gadżetów i space opery w stronę spekulacji na temat natury ludzkiej.
Do roku 1941 Asimov sprzedawał już regularnie swoje utwory do Astounding, wiodącego w tej tematyce magazynu. Między 1943 a 1949 wszystkie opowiadania fantastyki naukowej Asimova były publikowane wyłącznie w Astounding.
W 1942 wydana została pierwsza opowieść z cyklu Fundacja, później włączona do trylogii:
Fundacja (1951), Fundacja i Imperium (1952), oraz Druga Fundacja (1953), opowiadającej o upadku i odrodzeniu rozległego imperium międzygwiezdnego w świecie przyszłości. Łącznie powieści te stanowią najsłynniejsze dzieło fantastyki naukowej Asimova, porównywalne z cyklem o robotach. Wiele lat później Asimov kontynuował serię, pisząc Agenta Fundacji (1982) oraz Fundację i Ziemię (1986), po czym wrócił do czasów sprzed oryginalnej Fundacji prequelami Preludium Fundacji (1988) i Narodziny Fundacji (1992). W serii pojawia się fikcyjna nauka, psychohistoria, pozwalająca na przewidzenie przyszłości wielkich populacji.
W tym samym okresie Asimov zaczął pisać opowiadania o robotach pozytronowych, w dużej części wydane w zbiorze Ja, robot (1950). Wprowadził w nich zestaw zasad etyki dla robotów i inteligentnych maszyn (prawa robotów Asimova), które wywarły ogromny wpływ na innych pisarzy i myślicieli. Na podstawie jednego z tych opowiadań zrealizowano film Człowiek przyszłości (Bicentennial man), z Robinem Williamsem w roli głównej.
Film Ja, robot (I, Robot), w którym zagrał Will Smith, oparty został na scenariuszu Jeffa Vintara zatytułowanym Hardwired, a idee Asimova włączono do niego dopiero później, po nabyciu praw do tytułu. Nie ma on związku ze scenariuszem I, Robot napisanym przez Harlana Ellisona, który współpracował z samym Asimovem, aby stworzyć wersję oddającą ideę oryginalnych utworów. Według Asimova realizacja scenariusza Ellisona prowadziłaby do powstania „pierwszego w historii prawdziwie złożonego i wartościowego fantastycznonaukowego filmu dla dorosłych”. Scenariusz opublikowano w formie książkowej w roku 1994, gdy szanse na jego realizację stały się nikłe.
Poza filmami, cykle Asimowa Fundacja i Roboty zainspirowały powstanie innych, pochodnych utworów literackich, z których wiele zostało napisanych przez znanych autorów o ustalonej pozycji, takich jak Roger MacBride Allen, Greg Bear, Gregory Benford czy David Brin. Twórczość ta miała błogosławieństwo – a czasem wręcz powstawała na prośbę – wdowy po Asimovie, Janet Asimov.
W 1948 Asimov napisał fałszywy artykuł naukowy na temat nieistniejącego związku chemicznego: The Endochronic Properties of Resublimated Thiotimoline (Endochroniczne właściwości resublimowanej tiotimoliny). W tym samym czasie przygotowywał swoją rozprawę doktorską, w obawie przed uprzedzeniami ze strony komisji egzaminacyjnej prosił więc wydawcę o opublikowanie artykułu pod pseudonimem. Mimo to artykuł ukazał się jednak pod jego prawdziwym nazwiskiem. Niedługo potem, w czasie ustnego egzaminu, Asimov coraz bardziej przejmował się otrzymywanymi pytaniami. Pod koniec jeden z egzaminatorów obrócił się ku niemu z uśmiechem, mówiąc: „Panie Asimov, proszę opowiedzieć nam coś o właściwościach termodynamicznych tiotimoliny”. Po dwudziestominutowym oczekiwaniu, Asimov został wezwany z powrotem do pokoju egzaminacyjnego i otrzymał tytuł doktora.
W 1949 redaktor działu fantastyki naukowej wydawnictwa Doubleday, Walter I. Bradbury, przyjął do druku niepublikowaną powieść Asimova Grow Old Along With Me. Ukazała się ona nakładem Doubleday w styczniu 1950 jako Kamyk na niebie (Pebble in the Sky).
To samo wydawnictwo opublikowało w latach 50. kolejne cztery powieści fantastycznonaukowe Asimova, jak również sześć powieści młodzieżowych z cyklu Lucky Starr, napisane pod pseudonimem Paul French. Doubleday wydał także zbiory opowiadań Asimova, począwszy od The Martian Way and Other Stories w 1955. Również we wczesnych latach 50. ukazały się w wydawnictwie Gnome Press opowiadania o robotach, zebrane pod tytułem Ja, robot, oraz opowieści o Fundacji pod postacią trylogii.
Gdy ukazały się nowe magazyny fantastyki naukowej, zwłaszcza Galaxy Magazine oraz The Magazine of Fantasy & Science Fiction, Asimov zaczął publikować opowiadania także w nich. Określał później lata 50. jako swoją „złotą dekadę”. Pewna liczba tych opowiadań została wydana w antologii The Best of Isaac Asimov, łącznie z Ostatnim pytaniem (1956), opowiadającym o dążeniu gatunku ludzkiego do potencjalnego odwrócenia procesu entropii. Było to ulubione opowiadanie autora, przez wielu stawiane na równi z Nastaniem nocy. Asimov napisał o nim w 1973:

Dlaczego to moje ulubione opowiadanie? Po pierwsze, pomysł przyszedł do mnie kompletny i nie trzeba było go dopracowywać; napisałem całą rzecz na gorąco i nie musiałem zmieniać praktycznie ani słowa. Takie opowiadania zawsze są cenione przez pisarzy.
Poza tym miało ono nader dziwny wpływ na moich czytelników. Często ktoś pisze do mnie z prośbą o tytuł opowiadania, które jak im się wydaje ja napisałem, i abym powiedział, gdzie można je znaleźć. Nie pamiętają tytułu, jednak gdy opisują treść, nieodmiennie chodzi o Ostatnie pytanie. Doszło już do tego, iż ostatnio odebrałem telefon od zdesperowanego człowieka, który zaczął w te słowa: „Doktorze Asimov, jest takie opowiadanie, które jak sądzę pan napisał, a nie mogę przypomnieć sobie tytułu–”. Wtedy przerwałem, aby powiedzieć, że chodzi o Ostatnie pytanie, i kiedy streściłem wątek okazało się, że istotnie to tego tytułu poszukiwał. Pozostawiłem go w przekonaniu, że potrafię czytać w myślach na odległość tysięcy mil.

W grudniu 1974 były członek grupy Beatles, Paul McCartney, skontaktował się z Asimovem i zapytał, czy ten nie mógłby napisać scenariusza do filmowego musicalu fantastycznonaukowego.
McCartney miał mglisty pomysł dotyczący głównego wątku, oraz urywki dialogów; chciał zrobić film na temat zespołu rockowego, którego członkowie odkrywają, że podszywa się pod nich grupa kosmitów. Zarówno członków zespołu, jak oszustów prawdopodobnie zagraliby członkowie grupy McCartneya Wings, wtedy u szczytu popularności. Zaintrygowany pomysłem, choć nie był fanem muzyki rockowej, Asimov szybko stworzył zarys scenariusza. Zachował ogólną ideę McCartneya, tworząc poruszającą i dramatyczną historię, nie wykorzystał jednak dostarczonych fragmentów dialogów i prawdopodobnie z tej przyczyny propozycja została odrzucona. Scenariusz zachował się jedynie w archiwach Uniwersytetu Bostońskiego.
Od roku 1977 użyczył swojego nazwiska Isaac Asimov’s Science Fiction Magazine (teraz Asimov’s Science Fiction), i pisał artykuł wstępny do każdego wydania. Przez krótki czas istniały również Asimov’s SF Adventure Magazine i towarzyszący mu Asimov’s Science Fiction Anthology, publikowane jako magazyny (podobnie jak „antologie” Ellery Queen’s Mystery Magazine oraz Alfred Hitchcock's Mystery Magazine).

### Pisarstwo popularnonaukowe
W późnych latach 50. i w 60. Asimov zmienił nieco profil swojej twórczości i znacznie ograniczył liczbę publikowanych powieści fabularnych (wydał jedynie cztery powieści dla dorosłych pomiędzy Nagim słońcem w 1957 oraz Agentem Fundacji w 1982, z czego dwie to kryminały). Zwiększył natomiast liczbę publikacji popularnonaukowych; wystrzelenie Sputnika w 1957 uświadomiło społeczeństwu istnienie „luki naukowej”, którą wydawcy Asimova chcieli zapełnić za pomocą wszelkich materiałów, jakie ten był w stanie stworzyć.
W tym samym czasie miesięcznik The Magazine of Fantasy & Science Fiction zaprosił Asimova do kontynuacji stałej rubryki, rozpoczętej w wydawanym co dwa miesiące magazynie towarzyszącym Venture Science Fiction Magazine. Rubryka miała być poświęcona tematyce popularnonaukowej, Asimov otrzymał jednak jako redaktor całkowitą swobodę. Pierwszy artykuł z cyklu F&SF ukazał się w listopadzie 1958, po czym kolejne, w liczbie 399, publikowane były bez żadnych przerw aż do śmierci Asimova. Felietony te, okresowo wydawane w postaci książkowej przez Doubleday, utrwaliły reputację Asimova jako „Wielkiego Wyjaśniacza” problemów naukowych. On sam zaś wspominał je jako jedyne swoje artykuły popularne, w których nie musiał zakładać całkowitej nieznajomości tematu ze strony czytelników. Popularność jego pierwszego kompendium przeznaczonego dla szerokiego kręgu odbiorców, The Intelligent Man’s Guide to Science, pozwoliła mu porzucić większość obowiązków akademickich i zostać pełnoetatowym pisarzem.
Asimov napisał na temat współczesnych mu teorii społecznych kilka esejów, między innymi „Thinking About Thinking” oraz „Science: Knock Plastic” (1967).
Wielka różnorodność tematów poruszanych w twórczości Asimova skłoniła kiedyś Kurta Vonneguta do zapytania: „Jakie to uczucie, wiedzieć wszystko?” Asimov odpowiedział, że wie jedynie jakie to uczucie mieć reputację wszystkowiedzącego: „Nieswojo”. (In Joy Still Felt, rozdział 30.) Thomas Pynchon we wstępie do swojego zbioru opowiadań Slow Learner przyznał, że polegał na publikacjach Asimova oraz Oxford English Dictionary, aby uzupełnić swoją wiedzę na temat entropii.
Miarą przyjaźni i szacunku między Asimovem a Arthurem C. Clarke było, że w tak zwanym „Pakcie Asimov-Clarke z Park Avenue”, zawartym gdy jechali razem taksówką manhattańską Park Avenue w Nowym Jorku, Asimov zobowiązywał się do twierdzenia, iż Clarke jest najlepszym na świecie pisarzem fantastycznonaukowym (drugie miejsce pozostawiając dla siebie), natomiast Clarke miał utrzymywać, iż Asimov jest najlepszym pisarzem naukowym (drugie miejsce pozostawiając dla siebie)
Stąd dedykacja w książce Clarke’a Report on Planet Three (1972) brzmi:
„Zgodnie z warunkami paktu Clarke-Asimov, drugi najlepszy na świecie pisarz naukowy dedykuje tę książkę drugiemu najlepszemu na świecie pisarzowi fantastycznonaukowemu.”

### Pozostała twórczość
Oprócz nauk ścisłych, Asimov bardzo interesował się również historią. Począwszy od lat 60. napisał 14 popularnych książek historycznych, z czego najważniejsze to The Greeks: A Great Adventure (1965), The Roman Republic (1966), The Roman Empire (1967), The Egyptians (1967) oraz The Near East: 10,000 Years of History (1968).
Opublikował dwutomowy Asimov’s Guide to the Bible – pierwszy tom, dotyczący Starego Testamentu w 1967, drugi, na temat Nowego Testamentu w 1969 – potem połączył je w jeden 300-stronicowy tom w wydaniu z roku 1981. Przewodnik, zawierający mapy i tabele, opisuje kolejne księgi biblijne, wyjaśniając ich historię i warunki polityczne w jakich powstawały, zawiera również informacje biograficzne ważnych postaci.
Zainteresowanie Asimova literaturą przejawiło się w kilku wydaniach dzieł literackich z jego komentarzami, między innymi Asimov’s Guide to Shakespeare (1970), Asimov’s Annotated Paradise Lost (1974), i The Annotated Gulliver’s Travels (1980).
Asimov był również uznanym autorem kryminałów i często pisywał do Ellery Queen’s Mystery Magazine. Zaczął od tworzenia kryminałów fantastycznonaukowych, takich jak opowiadania o Wendallu Urth, prędko jednak przerzucił się na klasyczne kryminały. Wydał tylko dwie pełnowymiarowe powieści kryminalne, napisał jednak kilka opowiadań o Czarnych Wdowcach, grupie mężczyzn spotykających się co miesiąc by zjeść obiad, pogawędzić i rozwiązać zagadkę. Pomysł na Wdowców inspirowany był związkiem Asimova z klubem dla mężczyzn „Trap Door Spiders”, wszystkie główne postaci (prócz kelnera Henry’ego, który przypomina Jeevesa z książek Wodehouse’a) stworzone zostały na wzór jego najlepszych przyjaciół.
Pod koniec życia Asimov wydał kilka zbiorów limeryków, w większości własnego autorstwa, poczynając od Lecherous Limericks w 1975. Tom Limericks: Too Gross, którego tytuł odzwierciedla zamiłowanie Asimova do żartów słownych (Too gross po angielsku brzmi jak zbyt obrzydliwe lub dwa grosy), zawiera 144 limeryki Asimova i drugie tyle napisane przez Johna Ciardi. Wydał nawet tomik limeryków sherlockowskich. W książce Azazel, The Two Centimeter Demon Asimov zaprezentował humor żydowski. Dwaj główni bohaterowie, Żydzi, gawędzą przy posiłkach, opowiadając sobie anegdoty na temat „George’a” i jego przyjaciela Azazela. Z kolei Treasury of Humor Asimova jest zarówno zbiorem dowcipów, jak i wykładem poglądów autora na teorię humoru. Istotą humoru według niego jest nagła zmiana punktu widzenia, przenosząca akcent z rzeczy istotnych na trywialne, bądź z podniosłych na niedorzeczne.
Szczególnie w ostatnich latach swojego życia, Asimov w pewnym stopniu kultywował swój obraz jako sympatycznego rozpustnika. W 1971 roku, w odpowiedzi na rosnącą popularność poradników o seksie, takich jak Sensuous Woman (autorstwa „J”) oraz Sensuous Man (autorstwa „M”), Asimov opublikował  Sensuous Dirty Old Man, pod pseudonimem „Dr A”, ale ze swoim nazwiskiem umieszczonym na okładce.
Asimov opublikował dwa tomy autobiografii: In Memory Yet Green (1979) oraz In Joy Still Felt (1980). Trzeci tom I. Asimov: A Memoir, został opublikowany w kwietniu 1994. Epilog został napisany przez wdowę Janet Asimov dziesięć lat po jego śmierci. It’s Been Good Life (2002), zredagowane przez Janet, jest skróconą wersją jego trzech tomów autobiografii. Wydano także trzy retrospektywne tomy twórczości Asimova: Opus 100 (1969), Opus 200 (1979) i Opus 300 (1984).
Asimova i Gene Roddenberry’ego, twórcę Star Trek, połączyły wyjątkowe relacje podczas pierwszej edycji Star Trek, w późnych latach 60. Asimov napisał krytyczny esej o naukowej rzetelności Star Trek dla magazynu TV Guide. Roddenberry odpowiedział w osobistym uprzejmym liście, w którym wyjaśnił ograniczenia wynikające z pisania serialu, którego odcinki ukazują się co tydzień. Asimov skorygował swoje stanowisko w kolejnym eseju w TV Guide, twierdząc, że mimo nieścisłości Star Trek jest wyzwaniem intelektualnym i wnosi świeżość do telewizyjnych widowisk fantastycznych. Obaj zaprzyjaźnili się do tego stopnia, iż Asimov pracował nawet jako konsultant w kilku odcinkach Star Trek.

## Ekranizacje
Kilka utworów Asimova zostało zekranizowanych. Najbardziej znane ekranizacje to: Ja, robot (I, Robot, 2004) z Willem Smithem (film znacznie odbiega od treści książki, koncentrując się na „Trzech prawach robotyki”) oraz Człowiek przyszłości (Bicentennial Man, 1999) z Robinem Williamsem.
- Fundacja (Foundation) (2021)[25]

Firma Skydance Media na zlecenie platformy Apple TV+ wyprodukowała ekranizację serii Fundacja. Emisja została rozpoczęta w roku 2021 na platformie Apple TV+.

## Twórczość

### Cykle

#### CyklRoboty
- 1950 Ja, robot (I, Robot) (zbiór opowiadań)
- 1954 Pozytonowy detektyw (również jako Pozytronowy detektyw) (The Caves of Steel)
- 1957 Nagie słońce (The Naked Sun)
- 1982 Świat robotów (The Complete Robot) (zbiór opowiadań, zawiera w sobie „Ja, robot”)
- 1983 Roboty z planety świtu (The Robots of Dawn)
- 1985 Roboty i Imperium (Robots and Empire)

#### CyklImperium Galaktyczne
- 1950 Kamyk na niebie (Pebble in the Sky)
- 1951 Gwiazdy, jak pył... (The Stars, Like Dust)
- 1952 Prądy przestrzeni (The Currents of Space)

#### CyklFundacja
- 1951 Fundacja (Foundation)
- 1952 Fundacja i Imperium (Foundation and Empire)
- 1953 Druga Fundacja (Second Foundation)
- 1982 Agent Fundacji (Foundation’s Edge)
- 1986 Fundacja i Ziemia (Foundation and Earth)
- 1988 Preludium Fundacji (Prelude to Foundation)
- 1993 Narodziny Fundacji (również jako Korzenie Fundacji) (Forward the Foundation)

### Pozostałe powieści
- 1955 Koniec wieczności (The End of Eternity)
- 1958 Powiew śmierci (A Whiff of Death)
- 1966 Fantastyczna podróż (Fantastic Voyage)
- 1972 Równi bogom (The Gods Themselves)
- 1987 Fantastic Voyage II: Destination Brain
- 1989 Nemesis
- 1990 Nastanie nocy (Nightfall) (razem z Robertem Silverbergiem)
- 1992 Brzydki mały chłopiec (The Ugly Little Boy) (razem z Robertem Silverbergiem)
- 1992 Pozytronowy człowiek (The Positronic Man) (razem z Robertem Silverbergiem)

### Zbiory opowiadań
- 1950 Ja, robot (I, Robot) (część cyklu Roboty)
- 1982 Świat robotów (The Complete Robot) (część cyklu Roboty)
- 1988 Azazel
- 1998 Złoto i magia: Opowiadania (Gold & Magic: A Selection of Stories)

### Antologie pod red. Asimova
- 1982 Spekulacje (Speculations) (razem z Alice Laurance(inne języki)) – zawiera opowiadanie Asimova: Wiatr przemian (The Winds of Change)

### Inne
- 1965 Krótka historia chemii (A Short History of Chemistry)
- 1983 Błądzący umysł (również jako Bóg, czarne dziury i zielone ludziki: Zapiski błądzącego umysłu) (The Roving Mind)
- 1982 Jak poznawaliśmy wszechświat (How Did We Find out about the Universe?)
- 1986 Wybuchające gwiazdy: sekrety supernowych (The Exploding Suns: The Secrets of the Supernovas)
- 1988 Gandahar – scenariusz do filmu animowanego (razem z Raphaelem Cluzelem)[potrzebny przypis]
- 1989 Kosmos, dinozaury, uczeni (również jako Księżycowe oszustwo: Od tajemnic kosmosu po przygody uczonych z nauką) (The Tyrannosaurus Prescription: And 100 Other Essays)
- 1998 Magia i złoto: Eseje (Gold & Magic: A Selection of Essays)

## Nagrody
- 1963 – Nagroda Hugo
- 1966 – Nagroda Hugo za cykl o Fundacji
- 1973 – Nagroda Hugo oraz Nebula za Równi bogom
- 1977 – Nagroda Hugo oraz Nebula za The Bicentennial Man
- 1980 – Nagroda Lowella Thomasa[26]
- 1983 – Nagroda Hugo za powieść Agent Fundacji
- 1992 – Nagroda Hugo za nowelę Gold
- 1995 – Nagroda Hugo za opublikowany pośmiertnie I, Asimov: A Memoir
- 1997 – Umieszczenie jego nazwiska w Science Fiction and Fantasy Hall of Fame